# Danh pháp IUPAC cho hợp chất vô cơ
Trong danh pháp hóa học, ‘’’danh pháp IUPAC cho hợp chất vô cơ’’’ là một phương pháp đặt tên có hệ thống cho các hợp chất hóa học vô cơ, theo khuyến nghị của Liên minh Hóa học Thuần túy và Ứng dụng Quốc tế (IUPAC). Nó được xuất bản trong Nomenclature of Inorganic Chemistry (được gọi một cách không chính thức là Sách Đỏ). Lý tưởng nhất là mọi hợp chất vô cơ nên có một cái tên mà từ đó có thể xác định được một công thức rõ ràng. Ngoài ra còn có một danh pháp IUPAC cho hợp chất hữu cơ.

## Hệ thống
Tên "Cafein" và "3,7-dihydro-1,3,7-trimethyl-1H-purine-2,6-dione" đều biểu thị cùng một hợp chất hóa học. Tên hệ thống mã hóa cấu trúc và thành phần của phân tử caffein một cách chi tiết và cung cấp một tham chiếu rõ ràng đến hợp chất này, trong khi tên "caffeine" chỉ đặt tên cho nó. Những ưu điểm này làm cho tên hệ thống vượt trội hơn nhiều so với tên thông thường khi cần có sự rõ ràng và chính xác tuyệt đối. Tuy nhiên, để cho ngắn gọn, ngay cả các nhà hóa học chuyên nghiệp cũng sẽ sử dụng cái tên không có hệ thống này hầu như mọi lúc, bởi vì caffeine là một hóa chất phổ biến nổi tiếng với cấu trúc độc đáo. Tương tự, H2O thường được gọi đơn giản là nước trong tiếng Việt, mặc dù các tên hóa học khác vẫn tồn tại.
1. Các anion đơn nguyên tử được đặt tên với một hậu tố -ide: ví dụ, H− là hydride.
2. Hợp chất với ion dương (cation): Tên của hợp chất chỉ đơn giản là tên của cation (thường giống với tên của nguyên tố), theo sau là anion. Ví dụ, NaCl là Natri chloride  và CaF2 là Calci fluoride.
3. Các cation của kim loại chuyển tiếp có thể nhận nhiều điện tích được đánh dấu bằng chữ số La Mã trong ngoặc đơn để biểu thị điện tích của chúng. Ví dụ Cu+ là đồng(I), Cu2+ là đồng(II). Một ký hiệu cũ hơn, không được dùng nữa là thêm -ous hoặc -ic vào gốc của tên Latinh để đặt tên cho các ion có điện tích nhỏ hơn hoặc lớn hơn. Theo quy ước đặt tên này, Cu+ là dạng cuprous và Cu2+ là dạng cupric. Để đặt tên cho các phức kim loại, hãy xem trang về phức chất.
4. Các anion oxy (các anion đa nguyên tử chứa oxy) được đặt tên bằng -ite hoặc -ate, tương ứng với lượng oxy ít hơn hoặc nhiều hơn. Ví dụ NO−
2 là nitrite, trong khi NO−
3 là nitrate. Nếu có thể có bốn oxyanion, tiền tố hypo- và per- được sử dụng: hypochlorite là ClO−
, perchlorate là ClO−
4
5. Tiền tố bi- là một cách không được chấp nhận để chỉ ra sự hiện diện của một ion hydro đơn lẻ, như trong "Natri bicarbonat" (NaHCO3). Phương pháp hiện đại đặt tên cụ thể cho nguyên tử hydro. Do đó, NaHCO3 sẽ được phát âm là natri hydro carbonate.

Các ion mang điện tích dương được gọi là cation và các ion mang điện tích âm được gọi là anion. Cation luôn được đặt trước anion. Các ion có thể là kim loại, phi kim hoặc ion đa nguyên tử. Do đó, tên của ion kim loại hoặc ion đa nguyên tử dương được theo sau bởi tên của ion đa nguyên tử âm hoặc ion phi kim. Ion dương giữ nguyên tên nguyên tố của nó trong khi đối với anion phi kim phần cuối được đổi thành -ide.
Ví dụ: natri chloride, kali oxide hoặc calci carbonat.
Khi kim loại có nhiều hơn một điện tích ion hoặc số oxi hóa, tên gọi trở nên không rõ ràng. Trong những trường hợp này, số oxi hóa (giống như điện tích) của ion kim loại được biểu thị bằng một chữ số La Mã trong ngoặc đơn ngay sau tên ion kim loại. Ví dụ, trong urani(VI) fluoride, số oxi hoá của urani là 6. Một ví dụ khác là các oxit sắt. FeO là sắt(II) oxit và Fe2O3 là sắt(III) oxit.
Một hệ thống cũ hơn đã sử dụng các tiền tố và hậu tố để biểu thị số oxi hóa, theo sơ đồ sau:
| Trạng thái oxy hóa | Các cation và acid | Các anion   |
| ------------------ | ------------------ | ----------- |
| Thấp nhất          | hypo- -ous         | hypo- -ite  |
|                    | -ous               | -ite        |
|                    | -ic                | -ate        |
|                    | per- -ic           | per- -ate   |
| Cao nhất           | hyper- -ic         | hyper- -ate |

Do đó, bốn oxyaxit của clo được gọi là acid hypochlorous (HOCl), acid chlorous (HOClO), acid chloric (HOClO2) và acid perchloric (HOClO3), và các acid liên hợp tương ứng của chúng là các ion hypochlorite, chlorite, chlorate và pẻchlorate. Hệ thống này đã không còn được sử dụng một phần, nhưng vẫn tồn tại dưới dạng tên chung của nhiều hợp chất hóa học: tài liệu hiện đại có ít tài liệu tham khảo về " ferric chloride " (thay vào đó gọi nó là " sắt(III) chloride "), nhưng những cái tên như " kali permanganat " (thay vì "kali manganat(VII)") và "axit sunfuric" vẫn còn sử dụng rất nhiều.

## Tên đặt truyền thống

### Các hợp chất ion đơn giản
Một hợp chất ion được đặt tên theo cation của nó theo sau là anion của nó. Xem ion đa nguyên tử để biết danh sách các ion có thể.
Đối với các cation mang nhiều điện tích, điện tích được viết bằng chữ số La Mã trong ngoặc đơn ngay sau tên nguyên tố. Ví dụ, Cu(NO3)2 là đồng(II) nitrate, vì điện tích của hai ion nitrate (NO−
3) là 2 × −1 = −2 và vì điện tích thuần của hợp chất ion phải bằng 0 nên ion Cu có điện tích 2+. Do đó, hợp chất này là đồng(II) nitrate. Trong trường hợp các cation có trạng thái oxy hóa +4, định dạng duy nhất được chấp nhận cho chữ số La Mã 4 là IV chứ không phải IIII.
Trên thực tế, các chữ số La Mã hiển thị số oxi hóa, nhưng trong các hợp chất ion đơn giản (nghĩa là không phải phức chất kim loại), số này sẽ luôn bằng điện tích ion trên kim loại. Để có cái nhìn tổng quan đơn giản, hãy xem  Lưu trữ ngày 16 tháng 10 năm 2008 tại Wayback Machine, để biết thêm chi tiết xem selected pages from IUPAC rules for naming inorganic compounds Lưu trữ ngày 3 tháng 3 năm 2016 tại Wayback Machine.

#### Danh sách các tên ion phổ biến
Các anion đơn nguyên tử:
Cl−
 chloride
S2−
 sulfide
P3−
 phosphide
Các ion đa nguyên tử:
NH+
4 ammonium
H
3O+
 hydronium
NO−
3 nitrate
NO−
2 nitrite
ClO−
 hypochlorite
ClO−
2 chlorite
ClO−
3 chlorate
ClO−
4 perchlorate
SO2−
3 sulfite
SO2−
4 sulfate
S
2O2–
3 thiosulfate
HSO−
3 hydrogen sulfite (hoặc bisulfite)
HCO−
3 hydrogen carbonate (hoặc bicarbonate)
CO2−
3 carbonate
PO3−
4 phosphate
HPO2−
4 hydrogen phosphate
H
2PO−
4 dihydrogen phosphate
CrO2−
4 chromate
Cr
2O2−
7 dichromate
BO3−
3 borate
AsO3−
4 arsenate
C
2O2−
4 oxalate
CN−
 cyanide
SCN−
 thiocyanate
MnO−
4 permanganate

### Hydrat
Hydrat là các hợp chất ion đã hấp thụ nước. Chúng được đặt tên là hợp chất ion, theo sau là tiền tố số và -hydrat. Các tiền tố số được sử dụng được liệt kê bên dưới (xem hệ số nhân số IUPAC):
1. mono-
2. di-
3. tri-
4. tetra-
5. penta-
6. hexa-
7. hepta-
8. octa-
9. nona-
10. deca-

Ví dụ, CuSO4·5H2O là "đồng(II) sulfate pentahydrate".

### Hợp chất phân tử
Các hợp chất phân tử vô cơ được đặt tên bằng tiền tố (xem danh sách ở trên) trước mỗi nguyên tố. Phần tử có độ âm điện lớn hơn được viết cuối cùng và có hậu tố -ide. Ví dụ, H2O (nước) có thể được gọi là dihydrogen monoxide. Các phân tử hữu cơ không tuân theo quy luật này. Ngoài ra, tiền tố mono- không được sử dụng với phần tử đầu tiên; ví dụ, SO2 là sulfur dioxide, không phải "monosulfur dioxide". Đôi khi tiền tố được rút ngắn khi nguyên âm kết thúc của tiền tố "xung đột" với nguyên âm bắt đầu trong từ ghép. Điều này làm cho tên dễ phát âm hơn; ví dụ, CO là "carbon monoxide" (trái ngược với "monooxide").

#### Các trường hợp ngoại lệ phổ biến
Chữ "a" của tiền tố penta- không được bỏ trước một nguyên âm. Như Sách đỏ IUPAC 2005 trang 69 nêu rõ, "Không nên bỏ qua các nguyên âm cuối cùng của các tiền tố nhân (mặc dù 'monoxide', chứ không phải 'monooxide', là một ngoại lệ được phép vì cách sử dụng chung)."
Có một số trường hợp ngoại lệ và trường hợp đặc biệt vi phạm các quy tắc trên. Đôi khi tiền tố bị bỏ lại khỏi nguyên tử ban đầu: I2O5 được gọi là iodine pentaoxide, nhưng nó nên được gọi là diiodine pentaoxit. N2O3 được gọi là nitro sesquioxide (sesqui- có nghĩa là 1+1⁄2).
Oxit chính của photpho được gọi là photpho pentaoxit. Nó thực sự phải là điphotpho pentaoxit, nhưng người ta cho rằng có hai nguyên tử photpho (P2O5), vì chúng cần thiết để cân bằng số oxi hóa của năm nguyên tử oxi. Tuy nhiên, từ lâu người ta đã biết rằng dạng thực của phân tử là P4O10, không phải P2O5, nhưng nó thường không được gọi là tetraphotpho decaoxide.
Khi viết công thức, amoniac là NH3 mặc dù nitro có độ âm điện lớn hơn (phù hợp với quy ước được IUPAC sử dụng như được trình bày chi tiết trong Bảng VI của sách đỏ). Tương tự như vậy, khí mê tan được viết là CH4 mặc dù carbon có độ âm điện cao hơn (hệ thống Hill).